# Partido Operário Socialista Internacionalista
O Partido Operário Socialista Internacionalista (POSI) é um partido trotskista espanhol inscrito no registro de partidos políticos do Ministério do Interior da Espanha em 1984. Seus órgãos de imprensa são as revistas La Verdad e Combate Socialista e constitui a secção espanhola da Quarta Internacional. Seus militantes jovens colaboram e impulsionam uma Organização Revolucionária da Juventude (ORJ) em Espanha, secção da Internacional Revolucionária da Juventude.

## A Organização Quarta Internacional (OQI)
A Organisation Communiste Internationaliste (OCI francesa) e sua “Comissão Espanha”, esta última criada por militantes provenientes da seção espanhola da Quarta Internacional (desaparecida em 1948) realizou reuniões e discussões com militantes do Partido Comunista de Espanha (PCE), Partido Socialista Operário Espanhol (PSOE) e as Juventudes Socialistas de Espanha (JSE), do Partido Operário de Unificação Marxista (POUM), com imigrantes e exilados espanhóis sem afiliação política, como parte da luta pela construção de uma organização trotskista em Espanha.
Em 1976 celebrou-se uma primeira conferência na que se constitui a Organização Quarta Internacional (OCI), aderida ao Comité de Organização pela Reconstrução da Quarta Internacional (CORCI). A OCI espanhola pública o jornal “Quarta Internacional”.
A resolução da sua primeira Conferência parte da incompatibilidade entre as instituições do franquismo e a existência de liberdades democráticas plenas e de organizações operárias. A OCI defende: "consigna-las conjuntas de República, Assembleia Constituinte e direito de separação das nacionalidades. Estas consignas [...] são as que constituem hoje em dia o conteúdo da luta pela Frente Única de partidos e sindicatos da classe operária, cujo marco é o da Aliança Operária". Ademais a OCI afirma que a monarquia de Juan Carlos "representa a tentativa de salvaguardar a Espanha encarnada pela Igreja e o Exército".
O trabalho feito com as organizações tradicionais da esquerda não comunista (em particular PSOE, UGT e CNT) permitiu, a partir de Segunda Conferência da OCI, a construção da organização trotskista, apoiada num núcleo de militantes que provinha da Liga Comunista Revolucionária em 1977.
A OCI propôs o combate da classe operária e suas organizações contra o regime emanado da Lei de Reforma Política, ao que acusava de manter as instituições do franquismo, através de sua reforma. Deste modo, pronunciou-se contra toda a participação no processo de reforma política e pelo boicote às eleições de 15 de junho de 1977. Igualmente, pediu o "Não" no referendo sobre a Constituição de 1978, constituindo um Comité pelo Não à Constituição, junto com diversas organizações de esquerda como Herri Alderdi Sozialista Iraultzailea (HASI) e Langile Abertzale Iraultzaileen Alderdia (LAIA), o Partit Socialista d'Alliberament Nacional dels Països Catalans (PSAN), Partido Operário de Unificação Marxista (POUM), Esquerra Nacional e a Coordenadora Operária de Agrupamentos Socialistas (COAS).

## Coordenadora Operária de Agrupamentos Socialistas (COAS)
Com a morte de Franco, o PSOE reconstrui-se defendendo a ruptura com o franquismo. No 27º Congresso  (5 a 8 de dezembro de 1976, Madri), o PSOE define-se como um partido "de massas, democrático, federal, marxista, pluralista e internacionalista" se pronuncia pela República e defende o marxismo e a ruptura com o Capitalismo, num momento em que a União Geral de Trabalhadores emerge também da ditadura, se reconstruindo de forma acelerada. O Congresso defende a autodeterminação das nacionalidades e o ensino público, laico e gratuito, recusando "as subvenções ao ensino privado".
No entanto, estas posições chocarão frontalmente com a Internacional Socialista e os dirigentes renovadores (Felipe González e Alfonso Guerra) que postulam uma viragem para a socialdemocracia. A direcção do PSOE opta pela defesa dos postulados de Felipe González e são expulsos vários militantes que discordaram da linha oficial. Entre eles se encontrava a direcção do Agrupamento Socialista de Vallecas, que acusou a direcção do PSOE de "personalismo, o confusionismo, a ausência de democracia interna, e um pactismo decidido a portas fechadas, por simples aparelhos burocráticos". Os expulsos de Vallecas, aos que seguem a maior parte dos militantes deste bairro, constituem em julho de 1977 o Agrupamento Socialista Autónoma de Vallecas, que passa a editar o jornal Luta Socialista.
O agrupamento organizou em fevereiro de 1978 uma conferência estatal de militantes socialistas, depois da qual unir-se-ão outros militantes socialistas do resto de Espanha, se formando a Coordenadora Operária de Agrupamentos Socialistas (COAS). A partir de maio de 1978, Luta Socialista passará a ser o órgão da COAS. Fizessem parte dela figuras importantes do PSOE como o ex-presidente do PSC, José Sargas, e o ex-secretário geral de UGT de Valencia, Ricard Garrido i Cruanyes.
No 28º Congresso do PSOE (17 a 20 de maio de 1979, Madri) a divisão faz-se realidade. Felipe González, que exige a ruptura com o marxismo, é derrotado e ganha a conferência defendida por Francisco Bustelo na que definia ao PSOE como " partido marxista de classe". Ante isso, González decide não se apresentar a secretário geral. Ante a falta de iniciativa de assumir a direcção do Partido por parte da asa esquerda, forma-se uma gestora com o mandato de preparar um Congresso Extraordinário. Esta gestora, conformada por José Federico de Carvajal, Carmen García Bloise, José Prat, Ramón Rubial e García Duarte, encarregar-se-á de modificar o regulamento de congresso e procederá a isolar e expulsar aos militantes dissidentes.
Depois do Congresso Extraordinário (28 e 29 de setembro de 1979, Madri), onde se impõe a direcção felipista e o abandono da política do 27º Congresso, os militantes agrupados na COAS propõem a construção de um novo partido ante a impossibilidade de defender seus postulados no PSOE.

## Fundação
Do 22 ao 24 de fevereiro de 1980 teve lugar, em Madri, o congresso fundacional do POSI. Os militantes expulsos ou que romperam com o PSOE e militantes da OCI confluíram junto a vários militantes que tentaram reconstruir o POUM na Cataluña. O novo partido defendia a luta contra a "Transição" e sua "Constituição monárquica" e pela ruptura das organizações operárias com os parlamentos autonómicos, que qualificavam de sem poderes e com as Cortes Espanholas, "submetidas à monarquia".
A fundação resultou complicada já que o Ministério de Interior, dirigido por Juan José Rosón, não admitiu seu legalização, por se tratar de um partido entre cujos objectivos estava a "derrubada da Monarquia" e outros que foram considerados contrários à Constituição. Assim, o próprio congresso fundacional foi proibido ainda que o recurso interposto pelo POSI foi ganho judicialmente. Iniciou-se a partir de então uma campanha a favor da sua legalização. Nos dias 31 de outubro a 2 de novembro de 1980 celebrou-se um Congresso de unificação que reuniu a militantes do POSI, da Liga Comunista e da Fracção Pública (divisões oriundas da Liga Comunista Revolucionária). Nas eleições gerais de 1982 pediram o voto para o PSOE.

## Resultados eleitorais
- Eleições gerais de 1986: 21.853 votos (0,11%)
- Eleições ao Parlamento Europeu de 1987: 25.270 votos (0,13%)
- Eleições gerais de 1993:  (dentro da Coalizão por um Novo Partido Socialista)
- Eleições gerais de 1996: (dentro da Coalizão Republicana)
- Eleições gerais de 2000: 12.208 votos (0,05%)
- Eleições gerais de 2004: 8.003 votos (0,03%)
- Eleições ao Parlamento Europeu de 2004: 7.976 votos (0,05%)
- Eleições ao Parlamento Basco de 2005: 2.354 votos (0,19%)
- Eleições gerais de 2008: 7.386 votos (0,03%)
- Eleições ao Parlamento Basco de 2009: 1.178 votos (0,11%)
- Eleições ao Parlamento Europeu de 2009: 12.344 votos (0,08%)
- Eleições gerais de 2011: 2007 votos (0,01%)
- Eleições ao Parlamento Europeu de 2014 (dentro da coalizão Pela República, pela ruptura com a União Européia): 8.309 votos (0,05%)